# Uribea
Uribea es un géneros monotípico de plantas con flores, perteneciente a la familia Fabaceae. Su única especie:  Uribea tamarindoides Dugand & Romero, es originaria de Costa Rica y Colombia.